# (36113) 1999 RY129
1999 RY129 (asteroide 36113) é um asteroide da cintura principal. Possui uma excentricidade de 0.17614660 e uma inclinação de 2.31366º.
Este asteroide foi descoberto no dia 9 de setembro de 1999 por LINEAR em Socorro.